# Schistidium angustum
Schistidium angustum är en bladmossart som beskrevs av Ingebrigt Severin Hagen 1899. Schistidium angustum ingår i släktet blommossor, och familjen Grimmiaceae. Inga underarter finns listade i Catalogue of Life.